# RTCN Wręczyca
RTCN Częstochowa / Wręczyca Wielka (RTCN Klepaczka, RTCN Częstochowa, RTCN Kłobuck) – maszt radiowy, zbudowany w 1997. Maszt znajduje się na pograniczu miejscowości Klepaczka i Długi Kąt w gminie Wręczyca Wielka, powiecie kłobuckim, województwie śląskim.

## Opis
Z masztu prowadzona jest emisja cyfrowego sygnału telewizyjnego oraz analogowej radiofonii FM. RTCN Częstochowa / Wręczyca Wielka ma 340 metrów wysokości i jest aktualnie piątą pod względem wysokości budowlą w Polsce. Właścicielem obiektu jest EmiTel.
W 1997 uruchomiono tu transmisję programów TVP1 i TVP2, Radia Zet i Program 3 Polskiego Radia, które do tego momentu nadawane były z masztu RTON Błeszno Częstochowa.
Na 30 kwietnia 2011 planowane było rozpoczęcie nadawania sygnału II multipleksu polskiej naziemnej telewizji cyfrowej w standardzie DVB-T, jednak transmisję uruchomiono już 19 kwietnia.

## Parametry
- Wysokość posadowienia podpory anteny: 272 m n.p.m.[3]
- Wysokość zawieszenia systemów antenowych: Radio: 250, TV: 313 m n.p.t.[3]

## Programy transmitowane

### Programy radiowe
| LP | Program                   | Właściciel                                                               | Częstotliwość | Moc transmisji | Polaryzacja |
| -- | ------------------------- | ------------------------------------------------------------------------ | ------------- | -------------- | ----------- |
| 1  | Polskie Radio Program I   | Polskie Radio S.A.                                                       | 87,50 MHz     | 10 kW          | pozioma     |
| 2  | Polskie Radio Program II  | Polskie Radio S.A.                                                       | 90,60 MHz     | 60 kW          | pozioma     |
| 3  | Polskie Radio Program III | Polskie Radio S.A.                                                       | 91,70 MHz     | 60 kW          | pozioma     |
| 4  | Polskie Radio Katowice    | Polskie Radio – Regionalna Rozgłośnia w Katowicach "Radio Katowice" S.A. | 98,40 MHz     | 60 kW          | pozioma     |
| 5  | Radio Jasna Góra          | Kuria Generalna Zakonu Św. Pawła Pierwszego Pustelnika                   | 100,60 MHz    | 60 kW          | pozioma     |
| 6  | Radio Zet                 | Radio ZET Sp. z o.o.                                                     | 103,40 MHz    | 60 kW          | pozioma     |
| 7  | RMF FM                    | Radio Muzyka Fakty Sp. z o.o.                                            | 105,90 MHz    | 60 kW          | pozioma     |

Z RTCN Wręczyca nadawany jest jedyny program w Polsce, który nadawany jest na dnie pasma FM - 87,50 MHz.

### Programy telewizyjne – cyfrowe
| Nazwa multipleksu | Częstotliwość | Kanał | Moc promieniowana nadajnika | Polaryzacja | Kompresja wizji |
| ----------------- | ------------- | ----- | --------------------------- | ----------- | --------------- |
| MUX 1             | 586 MHz       | 35    | 100 kW                      | pozioma     | MPEG-4 AVC      |
| MUX 2             | 618 MHz       | 39    | 100 kW                      | pozioma     | MPEG-4 AVC      |
| MUX 3             | 634 MHz       | 41    | 80 kW                       | pozioma     | MPEG-4 AVC      |
| MUX 8             | 205,5 MHz     | 9     | 8 kW                        | pionowa     | MPEG-4 AVC      |

## Nienadawane analogowe programy telewizyjne
Przekaz analogowy wyłączono 22 kwietnia 2013 r.
| LP | Program | Właściciel            | Częstotliwość | Kanał | Moc transmisji |
| -- | ------- | --------------------- | ------------- | ----- | -------------- |
| 1  | TVP2    | Telewizja Polska S.A. | 511,25 MHz    | 26    | 800 kW         |
| 2  | TVP1    | Telewizja Polska S.A. | 719,25 MHz    | 52    | 800 kW         |